# دانشکده دندانپزشکی شاهد

دانشکده دندانپزشکی دانشگاه شاهد یکی از دانشکده‌های دندانپزشکی ایران وابسته به دانشگاه شاهد در تهران است.

## تاریخچه
دانشکده دندانپزشکی شاهد در سال ۱۳۷۰ بنیانگذاری شد. هم‌اکنون ریاست این دانشکده را دکتر محمد باقر رضوانی برعهده دارد.